# 朝珠

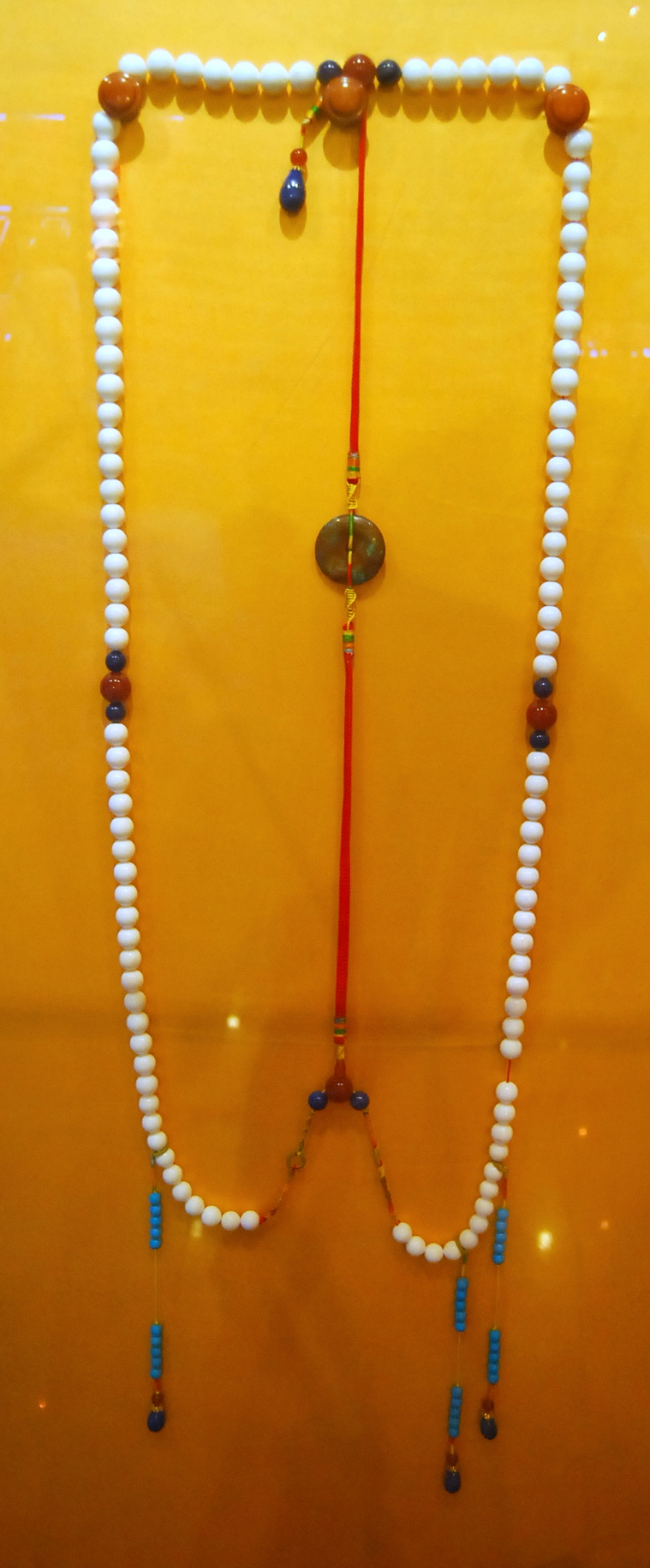
朝珠

朝珠是清朝官服的一種佩掛物，掛在頸項垂於胸前。凡皇帝、后妃、文官五品及武官四品以上，另外侍衛和京官等，均可佩掛朝珠，並且可作為皇帝所賞賜的物品。凡文官五品以上、武官四品以上、翰林科道官、公主、福晋及五品官命妇以上，朝珠均使用杂宝及诸香制作。朝珠兩旁共附小珠三串：一邊一串，另一邊兩串，名為“紀念”；另外有一串珠垂於背，稱背云。
朝珠源於佛珠，共108顆，每27顆間穿入一粒大珠，大珠共四顆，稱分珠或佛頭，據說象徵著四季，而朝珠的質料也不盡相同。由於清朝皇帝篤信佛教，本是閑時用來念佛的。